# NGC 1490
NGC 1490 је елиптична галаксија у сазвежђу Мрежица која се налази на NGC листи објеката дубоког неба.
Деклинација објекта је - 66° 1' 5" а ректасцензија 3h 53m 34,1s. Привидна величина (магнитуда) објекта NGC 1490 износи 12,4 а фотографска магнитуда 13,4. NGC 1490 је још познат и под ознакама ESO 83-11, AM 0353-661, PGC 14040.